# Genuine American Monster
Genuine American Monster – szósty album studyjny założonej przez Raymonda Wattsa formacji PIG, wydany 1 grudnia 1999 roku przez Rock Records. Pierwotnie został wydany tylko w Japonii, a w Stanach Zjednoczonych został wydany dopiero 22 października 2002 roku.

## Lista utworów
1. "Prayer Praise & Profit" – 6:34
2. "Riot Religion & Righteousness" – 5:36
3. "Salambo" – 5:11
4. "Whore" – 6:17
5. "Flesh Fest" – 5:46
6. "Black Brothel" – 2:30
7. "Disrupt Degrade & Devastate" – 4:59
8. "F.O.M." – 6:41
9. "A Fête Worse Than Death" – 5:17
10. "Cry Baby" – 3:19
11. "Inside" – 14:01
12. "Saved" (Locust Remix) (bonusowy utwór wydania amerykańskiego) – 4:59